# Liste der Mitglieder des Senats im 9. Kongress der Vereinigten Staaten
Die Senatoren im 9. Kongress der Vereinigten Staaten wurden zu einem Drittel 1804 und 1805 neu gewählt. Vor der Verabschiedung des 17. Zusatzartikels 1913 wurde der Senat nicht direkt gewählt, sondern die Senatoren wurden von den Parlamenten der Bundesstaaten bestimmt. Jeder Staat wählt zwei Senatoren, die unterschiedlichen Klassen angehören. Die Amtszeit beträgt sechs Jahre, alle zwei Jahre wird für die Sitze einer der drei Klassen gewählt. Zwei Drittel des Senats bestehen daher aus Senatoren, deren Amtszeit noch andauert.
Die Amtszeit des 9. Kongresses ging vom 4. März 1805 bis zum 3. März 1807, seine erste Tagungsperiode fand vom 2. Dezember 1805 bis zum 21. April 1806 in Washington, D.C. statt, die zweite Periode vom 1. Dezember 1806 bis zum 4. März 1807. Vorher fand bereits am 4. März 1805 eine Sondersitzung statt.

## Zusammensetzung und Veränderungen
Im 8. Kongress saßen am Ende seiner Amtszeit 25 Republikaner (heute meist Demokratisch-Republikanische Partei genannt) und neun Föderalisten. Die Republikaner konnten bei der Wahl zwei bisher von den Föderalisten gehaltene Sitze hinzugewinnen. In North Carolina wurde Montfort Stokes gewählt, er nahm die Wahl aber nicht an. In der Liste des Senats wird James Turner ab dem 4. März 1805 als Senator gezählt, faktisch blieb der Sitz bis Ende Dezember vakant. Zu Beginn der ersten Sitzungsperiode lag die Mehrheit der Republikaner damit bei 26 gegen sieben Föderalisten, mit Turner dann bei 27 zu sieben. Ein Todesfall und mehrere Rücktritte republikanischer Senatoren änderten das Verhältnis bis zum Februar 1807 nicht. Da das Parlament von North Carolina zunächst keinen Nachfolger für den zurückgetretenen David Stone wählte, endete der Kongress wieder mit 26 Republikanern und sieben Föderalisten im Senat bei einer Vakanz.

## Spezielle Funktionen
Nach der Verfassung der Vereinigten Staaten ist der Vizepräsident der Vorsitzende des Senats, ohne ihm selbst anzugehören. Bei Stimmengleichheit gibt seine Stimme den Ausschlag. Während des 9. Kongresses war George Clinton Vizepräsident. Im Gegensatz zur heutigen Praxis leitete der Vizepräsident bis ins späte 19. Jahrhundert tatsächlich die Senatssitzungen. Ein Senator wurde zum Präsidenten pro tempore gewählt, der bei Abwesenheit des Vizepräsidenten den Vorsitz übernahm. Vom 4. März bis zum 1. Dezember 1805 war weiter der vom 8. Kongress gewählte Joseph Anderson Präsident pro tempore. Vom 2. bis zum 15. Dezember 1805, vom 18. März bis zum 30. November 1806 sowie vom 2. März bis zum Ende des Kongresses am 3. März 1807 war Samuel Smith Präsident pro tempore, der dies im 9. Kongress bis zum 25. Oktober 1807 blieb.

## Liste der Senatoren
Unter Partei ist vermerkt, ob ein Senator der Föderalistischen Partei oder der Republikanischen Partei zugerechnet wird, unter Staat sind die Listen der Senatoren des jeweiligen Staats verlinkt. Die reguläre Amtszeit richtet sich nach der Senatsklasse: Senatoren der Klasse I waren bis zum 3. März 1809 gewählt, die der Klasse II bis zum 3. März 1811 und die der Klasse III bis zum 3. März 1807. Das Datum gibt an, wann der entsprechende Senator in den Senat aufgenommen wurde, eventuelle frühere Amtszeiten nicht berücksichtigt. Unter Sen. steht die fortlaufende Nummer der Senatoren in chronologischer Ordnung, je niedriger diese ist, umso größer ist in der Regel die Seniorität des Senators. Die Tabelle ist mit den Pfeiltasten sortierbar.
| Senator                | Partei       | Staat          | Klasse | Datum         | Sen. | Anmerkung                                                                |
| ---------------------- | ------------ | -------------- | ------ | ------------- | ---- | ------------------------------------------------------------------------ |
| James Hillhouse        | Föderalist   | Connecticut    | I      | 18. Mai 1796  | 59   |                                                                          |
| Uriah Tracy            | Föderalist   | Connecticut    | III    | 13. Okt. 1796 | 64   |                                                                          |
| Samuel White           | Föderalist   | Delaware       | I      | 28. Feb. 1801 | 95   |                                                                          |
| James A. Bayard        | Föderalist   | Delaware       | II     | 13. Nov. 1804 | 124  |                                                                          |
| Abraham Baldwin        | Republikaner | Georgia        | II     | 4. März 1799  | 83   |                                                                          |
| James Jackson          | Republikaner | Georgia        | III    | 4. März 1801  | 42   | starb am 19. März 1806 früher im 3. Kongress                             |
| John Milledge          | Republikaner | Georgia        | III    | 19. Juni 1806 | 132  | gewählt als Nachfolger für Jackson                                       |
| Buckner Thruston       | Republikaner | Kentucky       | II     | 4. März 1805  | 129  |                                                                          |
| John Breckinridge      | Republikaner | Kentucky       | III    | 4. März 1801  | 96   | trat am 7. August 1805 zurück                                            |
| John Adair             | Republikaner | Kentucky       | III    | 8. Nov. 1805  | 131  | gewählt als Nachfolger für Breckinridge trat am 18. November 1806 zurück |
| Henry Clay             | Republikaner | Kentucky       | III    | 29. Dez. 1806 | 134a | gewählt als Nachfolger für Adair                                         |
| Samuel Smith           | Republikaner | Maryland       | I      | 4. März 1803  | 114  | Präsident pro tempore                                                    |
| Robert Wright          | Republikaner | Maryland       | III    | 19. Nov. 1801 | 104  | trat am 12. November 1806 zurück                                         |
| Philip Reed            | Republikaner | Maryland       | III    | 25. Nov. 1806 | 133  | gewählt als Nachfolger für Wright                                        |
| John Quincy Adams      | Föderalist   | Massachusetts  | I      | 4. März 1803  | 108  |                                                                          |
| Timothy Pickering      | Föderalist   | Massachusetts  | II     | 4. März 1803  | 111  |                                                                          |
| Nicholas Gilman        | Republikaner | New Hampshire  | II     | 4. März 1805  | 127  |                                                                          |
| William Plumer         | Föderalist   | New Hampshire  | III    | 17. Juni 1802 | 107  |                                                                          |
| John Condit            | Republikaner | New Jersey     | I      | 1. Sep. 1803  | 117  |                                                                          |
| Aaron Kitchell         | Republikaner | New Jersey     | II     | 4. März 1805  | 128  |                                                                          |
| Samuel Latham Mitchill | Republikaner | New York       | I      | 9. Nov. 1804  | 123  |                                                                          |
| John Smith             | Republikaner | New York       | III    | 23. Feb. 1804 | 119b |                                                                          |
| James Turner           | Republikaner | North Carolina | II     | 4. März 1805  | 130  |                                                                          |
| David Stone            | Republikaner | North Carolina | III    | 4. März 1801  | 100  | trat am 17. Februar 1807 zurück                                          |
| John Smith             | Republikaner | Ohio           | I      | 1. Apr. 1803  | 115  |                                                                          |
| Thomas Worthington     | Republikaner | Ohio           | III    | 1. Apr. 1803  | 116  |                                                                          |
| Samuel Maclay          | Republikaner | Pennsylvania   | I      | 4. März 1803  | 110  |                                                                          |
| George Logan           | Republikaner | Pennsylvania   | III    | 13. Juli 1801 | 103  |                                                                          |
| Benjamin Howland       | Republikaner | Rhode Island   | I      | 29. Okt. 1804 | 122  |                                                                          |
| James Fenner           | Republikaner | Rhode Island   | II     | 4. März 1805  | 126  |                                                                          |
| Thomas Sumter          | Republikaner | South Carolina | II     | 15. Dez. 1801 | 105  |                                                                          |
| John Gaillard          | Republikaner | South Carolina | III    | 6. Dez. 1804  | 125  |                                                                          |
| Joseph Anderson        | Republikaner | Tennessee      | I      | 26. Sep. 1797 | 70   | Präsident pro tempore                                                    |
| Daniel Smith           | Republikaner | Tennessee      | II     | 4. März 1805  | 79   | früher im 5. Kongress                                                    |
| Israel Smith           | Republikaner | Vermont        | I      | 4. März 1803  | 113  |                                                                          |
| Stephen R. Bradley     | Republikaner | Vermont        | III    | 15. Okt. 1801 | 30   | früher im 2. bis 4. Kongress                                             |
| Andrew Moore           | Republikaner | Virginia       | I      | 11. Aug. 1804 | 121  |                                                                          |
| William Branch Giles   | Republikaner | Virginia       | II     | 11. Aug. 1804 | 120  |                                                                          |

- Republikaner bezeichnet Angehörige der heute meist als Demokratisch-Republikanische Partei oder Jeffersonian Republicans bezeichneten Partei.
- a) Clay trat sein Amt anderen Quellen nach schon am 19. November an.[5]
- b) Smith trat sein Amt anderen Quellen nach erst am 23. Februar an.[6]